# Emil Rabold
Emil Rabold (* 25. Juni 1886 in Wurzbach; † unbekannt) war ein deutscher sozialdemokratischer Journalist und Politiker.

## Leben
Er war bis zum Jahr 1910 Metallarbeiter. Danach war er Mitarbeiter verschiedener sozialdemokratischer Zeitungen. Darunter waren die Bremer Bürger-Zeitung, die Volkswacht aus Breslau und die Schlesische Bergwacht aus Waldenburg. Zwischen 1912 und 1917 war er Redakteur der Volksstimme aus Cottbus. Daneben schrieb er auch für Die Neue Zeit und andere Publikationen.
Er wechselte im Jahr 1917 zur USPD über und war von 1918 bis März 1922 Redakteur beim Parteiorgan Die Freiheit. Zwischen 1921 und 1924 gehörte er dem preußischen Landtag an. Er unterstützte 1921 unter anderem einen Antrag zur Auflösung von Internierungslagern für zugewanderte sogenannte Ostjuden. Kurt Tucholsky widmete ihm 1922 das Gedicht Händler und Helden.
Rabold machte im Jahr 1922 die Wiedervereinigung von USPD und SPD mit, trat aber bereits 1923 aus der SPD aus. In der Folge trat er sich besonders bei der Kampagne zur Fürstenenteignung hervor. Er war Herausgeber der „Mitteilungen des Ausschusses zur Durchführung des Volksentscheids für die entschädigungslose Enteignung der Fürsten“. Im Jahr 1927 gehörte er zu einer Delegation von Schriftstellern und Künstlern, die die Sowjetunion anlässlich der Feier des zehnjährigen Jubiläums der Oktoberrevolution besuchte.
Bis 1933 lebte er als Journalist und Schriftsteller in Berlin. Er hat unter anderem elf Beiträge in der Weltbühne veröffentlicht. Außerdem war Rabold in den 1920er Jahren Redakteur und Mitbesitzer (bis 1926) der Tageszeitung Welt am Abend. Danach war er bis 1933 bei der republikanisch ausgerichteten Wochenzeitung Welt am Montag. Offenbar zog er sich mit seiner Arbeit den Unmut der Nationalsozialisten zu. Im Jahr 1932 kam es zu einer Privatklage von Adolf Hitler gegen Rabold.
Nach dem Beginn der nationalsozialistischen Herrschaft wurde er verhaftet und saß im Frühjahr 1933 im Gefängnis Spandau ein. Nach seiner Freilassung emigrierte er zunächst in die Tschechoslowakei und ging im Jahr 1938 nach Großbritannien. Mit Otto Rühle bestand ein zeitweise intensiver Briefwechsel. Nach 1945 war er nicht mehr politisch tätig und arbeitete als Gärtner.